# میان‌بلاستولا

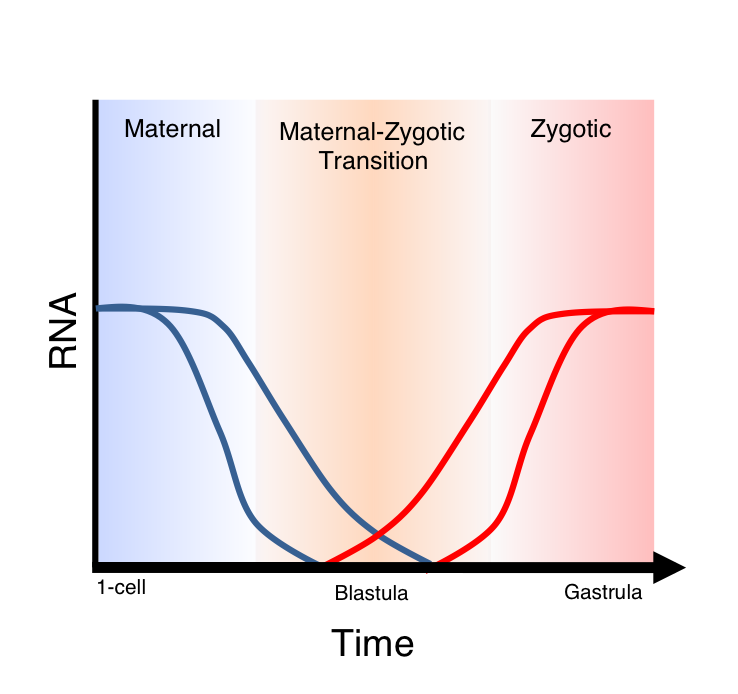
انتقال مادری-زیگوتیک. تغییرها در آران‌ای در طول زمان به عنوان جنین از طریق تغییرها در ساختار از مرحله ۱ سلولی به مرحله گاسترولا. کاهش غلظت آران‌ای مادر، انتقال میان‌بلاستولا را نشان می‌دهد. خط آبی نشان‌دهندهٔ mRNA مادر و خط قرمز نشان‌دهندهٔ mRNA زیگوتیک است.

در زیست‌شناسی تکاملی، میان‌بلاستولا (به انگلیسی: Midblastula) یا گذار میانی بلاستولا (انگلیسی: Midblastula Transition (MBT)) در مرحله بلوستولای رشد جنینی در غیرپستانداران رخ می‌دهد. در این مرحله به جنین، بلاستولا گفته می‌شود. مجموعه‌ای از تغییرها در بلاستولا که مشخصه گذار میان‌بلاستولا است شامل فعال شدن رونویسی ژن زیگوتیک، کند شدن چرخه سلولی، افزایش ناهمزمانی در تقسیم سلولی و افزایش جابجایی سلولی است.